# Autonome Zhuang en Miao Prefectuur Wenshan
Wenshan is een autonome prefectuur in het zuidoosten van de zuidwestelijke Chinese provincie Yunnan.
Hier volgt een lijst met het aantal van de Officiële etnische groepen van de Volksrepubliek China in deze autonome prefectuur:
| Nationaliteit | Aantal    | Percentage |
| ------------- | --------- | ---------- |
| Han-Chinezen  | 1.372.317 | 41,99%     |
| Zhuang        | 981.851   | 30,04%     |
| Miao          | 422.991   | 12,94%     |
| Yi            | 347.194   | 10,62%     |
| Yao           | 81.774    | 2,5%       |
| Hui           | 22.806    | 0,7%       |
| Dai           | 15.149    | 0,46%      |
| Bai           | 8.118     | 0,25%      |
| Buyi          | 6.673     | 0,2%       |
| Mongolen      | 6.451     | 0,2%       |
| Gelao         | 1.892     | 0,06%      |
| Overige       | 1.337     | 0,04%      |